# 마리우스 막시무스
루키우스 마리우스 막시무스 페르페투스 아우렐리아누스 (Lucius Marius Maximus Perpetuus Aurelianus, 서기 160년경 – 서기 230년경) 혹은 일반적으로는 마리우스 막시무스는 라틴어로 작문을 한 로마의 전기 작가이며, 3세기 초에 수에토니우스를 모방 및 방식을 이어가면서 12명의 황제에 대한 전기집을 썼다. 마리우스의 저서는 소실됐지만, 4세기 말에도 사용됐으며 '히스토리아 아우구스타'의 저자를 대표적으로 그 시대 저자들의 출처로 쓰였다. 마리우스의 저서의 성격 및 신뢰성, 그리고 '히스토리아 아우구스타'(줄여서 HA)의 처음 부분에도 쓰인 그 정도는 HA가 로마사 및 문헌을 연구하는 자들에게 계속 의문을 제기하는 등 많은 문제들 중에 두 가지 골치 요소이다.

## 생애
전기 작가 마리우스 막시무스가 비문들을 통해 생애가 알려진, 세베루스 왕조 시기 가장 성공적인 원로원 의원 중 한 명으로 두 차례 집정관과 로마의 프라이펙투스 우르비를 수행한 루키우스 마리우스 막시무스 페르페투스 아우렐리아누스와 동일 인물이라는 것에 대해선 거의 이견이 없다. 그의 가문은 아프리카 출신일 수 있으며 원로원 계급은 아니었다. 그의 아버지 L. 마리우스 페르페투스는 갈리아 지역의 기사 계급 프로쿠라토르였으나  아무래도 아들을 '노부스 호모'라는, 원로원 계급으로 향하는 진입로를 확보해준 것으로 보인다.
서기 160년경에 태어난 걸로 추정되는, 마리우스 막시무스의 군사 경력은 마르쿠스 아우렐리우스 재위에 시작됐는데, 이 시기 그는 프리미게니아 제22군단의 '트리부누스 야티클라비우스'였다. 대략 178년에서 180년까지, 그는 이탈리카 제3군단에서 동일한 계급으로 있었다. 마르쿠스 아우렐리우스 재위 동안, 그는 '콰투오르비리 비아룸 쿠란다룸' (로마시의 성벽 외각 도로 담당관) 중 한 명이기도 했다. 서기 182년/183년경에, 마리우스 막시무스는 호민관 후보로 지명되기 전에 맡는 로마시 재무관이었다.
그는 콤모두스 시기에 원로원 의원이 되었고, 법무관직으로 신분이 상승했다. 대략 서기 190년에, 마리우스 막시무스는 파벤티아의 시민 감독관 (curator rei publicae)이 되기 앞서 라티나 가도의 감독관이었다. 셉티미우스 세베루스가 권력을 장악한 193년에, 그는 다뉴브강 저지에 있던 이탈리카 제1군단의 레가투스 레기오니스였고 페스켄니우스 니게르에 맞서는 군사 활동에도 연루됐다. 그런 다음 193년과 196년 사이 어느 시기 그는 모이시아와 비잔티움의 군 사령관이었다.
197년에, 마리우스 막시무스는 모이시아와 루그두눔의 군 사령관이었다. 그가 클로디우스 알비누스에 맞서 루그두눔 전투를 치른 것이 이 시기였는데, 이후에 그는 갈리아 벨기카의 레가투스 아우구스티 프로 프라이토레 (총독)으로 임명되었는데 그는 이 직위를 아마 서기 199년까지 유지했다. 아마 총독으로 있던 마지막 해 동안, 그는 보좌 집정관으로 첫 집정관직을 경험했다 (서기 199년 혹은 200년경). 그의 다음 보직은 게르마니아 인페리오르의 레가투스 아우구스티 프로 프라이토레이며, 그 뒤로는 추정상 205년부터 208년까지 코엘레시리아의 총독직을 수행했다.
그러고 나서, 213년과 217년 사이에, 마리우스 막시무스는 연속하여 아시아 속주의 프로콘술로서 첫 전직 집정관직을 수행했고 연속해서 아프리카 속주의 프로콘술도 맡았다. 이 순서는 정확한 것은 아닌데, 그가 213/214년부터 아프리카 속주의 총독을 수행하고 뒤이어 215년부터 216년까지 아시아 총독직을 수행한 것이 좀 더 그럴싸하도 한다. 이것에 관계없이, 전통적으로 원로원 의원 경력이 있는 자로서 프로콘술지을 두 번이나 한 것은 전례가 없는 것이었다. 게다가, 그는 2년을 추가로 연속해서 아시아의 프로콘술로서 있었는데 이 또한 예외적이었다. 이런 점은 그가 카라칼라에게 대단한 신임을 샀다는 점을 나타낸다.
그의 경력은 218년에 마크리누스가 로마의 프라이펙투스 우르비로 그를 임명하는등, 카라칼라의 죽음 이후에도 계속됐으며, 그는 이 직위를 219년까지 유지했다. 그가 엘라가발루스 재위 동안에 지위가 없었지만. 알렉산데르 세베루스 시기에 그는 루키우스 로스키우스 아일리아누스 파쿨루스 살비우스 율리아누스를 동료 집정관으로 두며 서기 223년에 두 번째 집정관직을 수행했다.
마리우스 막시무스는 루키우스 마리우스 막시무스라는 아들을 두었는데, 서기 232년에 집정관이었다. 마리우스는 또한 서기 203년경에 보좌 집정관이었던 루키우스 마리우스 페르페투스라는 형제가 있었다.

## 전기집
마리우스가 언제 '카이사레스'(Caesares)라는 제목의 저서를 썼는지는 확실치 않지만, 아마도 그의 생애가 끝날 무렵일 것이다. 수에토니우스의 열두 '황제 열전' 의 속편을 의도했으며, 네르바에서 엘라가발루스까지 다음 열두 명 황제의 치세를 포괄한 것으로 보인다. 관료의 위치에서 12명 중에 최소 7명을 경험했던 목격자로서, 막시무스는 동시대 사람 디오 카시우스처럼 사서를 썼을 수 있지만, 그는 실제론 입증되지 않고 다소 가벼운 전기집 형태를 선호했다. 그의 글은 히에로니무스, 암미아누스 마르켈리누스, 그리고 '히스토리아 아우구스타'의 익명 작가 등에게 부정적 비판을 받았는데, 익명의 작가 경우에는 그럼에도 그를 직접적으로 최소한 26번을 인용했고 (마리우스의 소실된 저서에서 전하거나 요약한 문구가 대부분의 경우) 아마 다른 많은 곳에서 그를 이용한다. 마리우스의 의도는 가십거리, 황제들의 사생활에 대한 자극적인 내용들, 냉소적 비평들, 수치스러운 일화들, 외설들을 제공하며 수에토니우스의 뒤를 잇고 능가하는 것으로 보인다. 그는 또한 서신들, 원로원의 포고령, 기타 등등에서도 인용했지만, 일부는 그가 꾸며낸 것으로 보이며 이는 'HA'의 저자가 받아들인 열정적이고 기교적인 방식이었다. 그렇지만 그의 저서가 선정적이던 않던 간에 여기에는 귀중한 정보가 많이 포함되어 있다. 충분히 전달되고 사실로 보이는 정황 세부 내용으로 가득 차 있는 'HA'의 엘라가발루스에 대한 암살 해설은 마리우스 막시무스 저서에서 가져온 것으로 보통 여겨진다.

## 마리우스와 히스토리아 아우구스타
히스토리아 아우구스타에서 하드리아누스부터 엘레가발루스까지 황제들의 전기 부분이 주요 출처로서 마리우스의 저서를 사용했을 것이라는 학계의 오랜 생각이 있었다. 앤서니 벌리는 최근 들어 이 입장에 대한 가장 상세한 옹호 내용을 제시하였다. 하지만 반대 의견도 존재하는데, 이에 대해 가장 신빙성 있게 입장을 내놓는 이는 로널드 사임으로, 그는 마리우스의 이름이 인용된 모든 구절들은 저자의 주요 서술 기법의 보간(補間)으로 볼 수 있으며, 다채롭고 다소 가벼운 일화나 비판적인 비평을 제공했다는 점을 강조했다. 예시에는 아일리우스 베루스가 개발한 고기 요리 ('테트라파르마쿰'), 하드리아누스가 점성술에 전문적 지식을 가졌다는 점, 마르쿠스 아우렐리우스와 그의 황후 소 파우스티나에 대한 신뢰가 떨어지는 다양한 이야기들, 콤모두스에 대한 원로원의 비굴한 환호를 보낸 일에 대한 목록, 그 밖에 등등을 포함한다. 마리우스의 저서 내용은 이차출처이고, 'HA'의 저자는 익명의 좋은 전기 작가를 한층 더 진지한 출처로서 따랐다는 것이 사임의 의견이다.

## 참고 문헌
- Anthony Birley, "Marius Maximus: The Consular Biographer," ANRW II.34.3 (1997) 2678–2757.
- Inge Mennen, Power and Status in the Roman Empire, AD 193-284 (BRILL, 2011)
- Sir Ronald Syme, Ammianus and the Historia Augusta (Oxford, 1968)
- Sir Ronald Syme, Emperors and Biography (Oxford, 1971)